# 양덕순
양덕순(1933년 10월 22일~)은 조선민주주의인민공화국의 크로스컨트리 스키 선수로, 1964년 동계 올림픽에 참가했다.